# Distretto di Lakhimpur Kheri
Lakhimpur Kheri è un distretto dell'India di 3 200 137 abitanti. Capoluogo del distretto è Lakhimpur.